# Neumühle (Langenzenn)

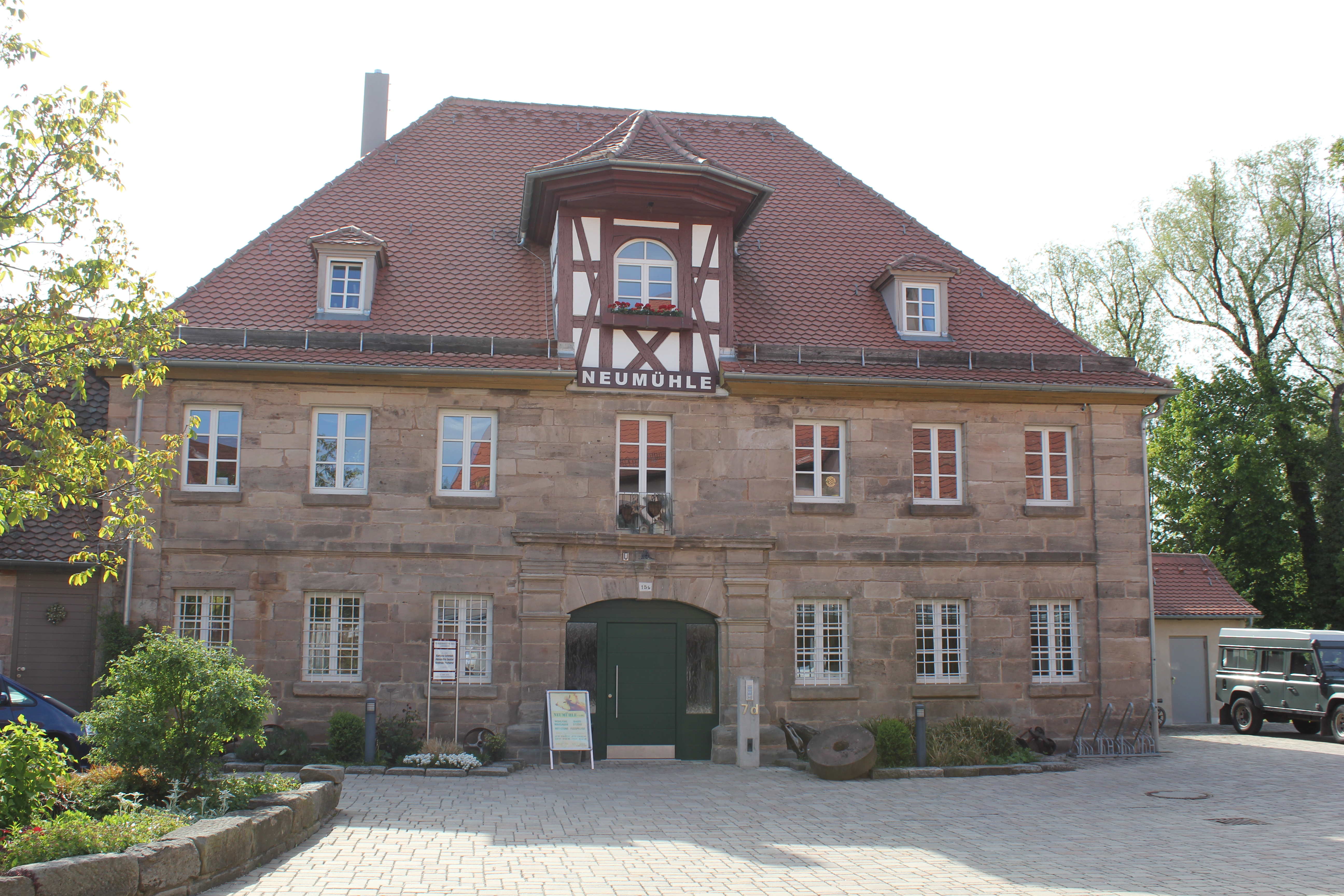
Wohngebäude

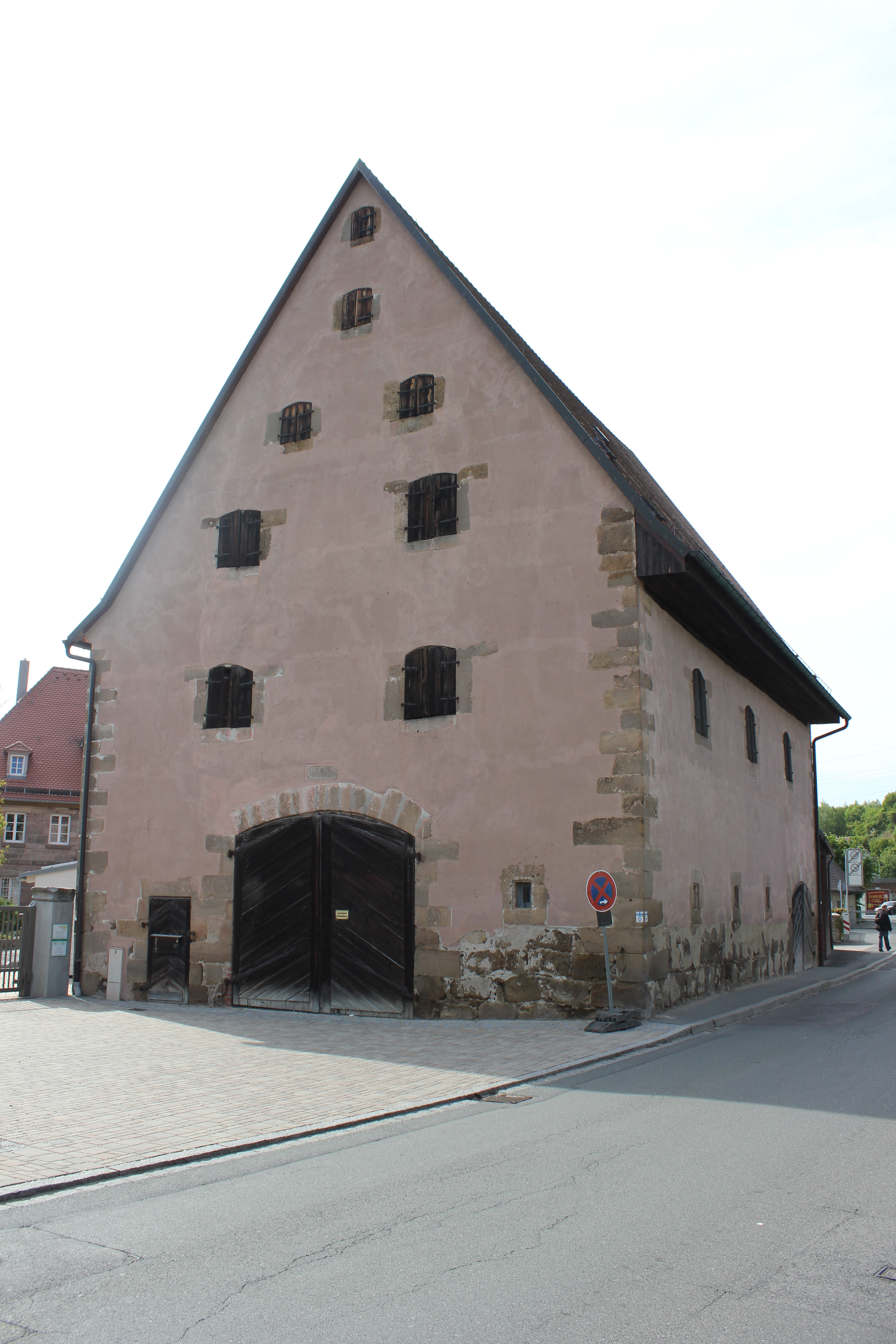
Wirtschaftsgebäude der Neumühle

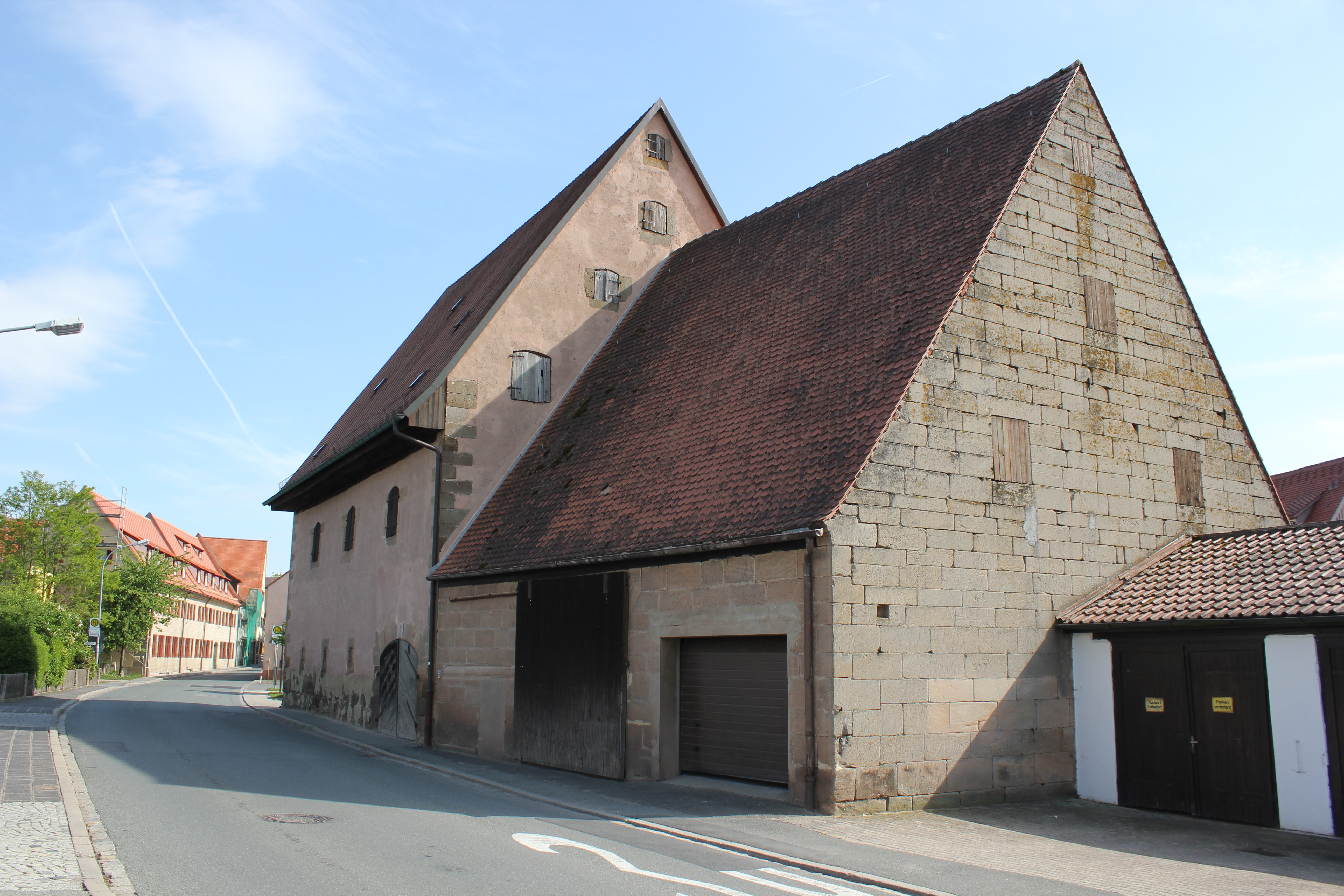
Anbau

Neumühle (fränkisch: Nai-miel) ist ein Wohnplatz der Stadt Langenzenn im Landkreis Fürth (Mittelfranken, Bayern). Neumühle liegt in der Gemarkung Langenzenn.

## Geographie
Die ehemalige Einöde liegt am Südufer der Zenn und ist über die Sanktustorstraße erreichbar.

## Geschichte
Der Ort wurde im burggräflichen Urbar, das ca. 1370 entstanden ist, als „mulner von Zenne“ erstmals urkundlich erwähnt. 1464 wurde er „Marckmüll“ genannt. Um 1500 wurde die Mühle als städtisches Färbhaus genutzt, 1528 auch als „Ferbhauß“ bezeichnet. 1613 wurde an ihrer Stelle die „Stattmüll“ errichtet.
Gegen Ende des 18. Jahrhunderts gehörte die Neumühle zur Realgemeinde Langenzenn. Die Mühle hatte das brandenburg-ansbachische Kastenamt Cadolzburg als Grundherrn. Unter der preußischen Verwaltung (1792–1806) des Fürstentums Ansbach erhielt die Neumühle die Hausnummer 156 des Ortes Langenzenn.
Im Rahmen des Gemeindeedikts wurde Neumühle dem 1808 gebildeten Steuerdistrikt Langenzenn und der im selben Jahr gebildeten Munizipalgemeinde Langenzenn zugeordnet.

### Baudenkmal
- Neumühle bei der Sanktustorstraße 7d[7]

### Einwohnerentwicklung
| Jahr      | 001818 | 001840 | 001861 | 001871 | 001885 | 001900 | 001925 | 001950 | 001961 |
| Einwohner | *      | 5      | 12     | 10     | 11     | 12     | 6      | *      | *      |
| Häuser    | *      | 1      |        |        | 2      | 2      | 1      | *      | *      |
| Quelle    | [ 6 ]  | [ 9 ]  | [ 10 ] | [ 11 ] | [ 12 ] | [ 13 ] | [ 14 ] | [ 15 ] | [ 16 ] |

## Religion
Der Ort ist seit der Reformation evangelisch-lutherisch geprägt und bis heute in die Trinitatiskirche (Langenzenn) gepfarrt. Die Einwohner römisch-katholischer Konfession waren ursprünglich nach St. Michael (Wilhermsdorf) gepfarrt, heute ist die Pfarrei St. Marien (Langenzenn) zuständig.